# Jurassic World: Fallen Kingdom
Pour les articles homonymes, voir Jurassic World (homonymie).
Série Jurassic Park
Jurassic World
(2015) Jurassic World : Le Monde d'après
(2022)
Pour plus de détails, voir Fiche technique et Distribution.
Jurassic World: Fallen Kingdom, ou Monde jurassique : Le Royaume déchu au Québec, est un film d'action aventure et de science-fiction américano-chinois réalisé par Juan Antonio Bayona, sorti en 2018. Il s'agit du cinquième volet de la série cinématographique Jurassic Park, librement adaptée des romans de Michael Crichton. Il fait suite à Jurassic World de Colin Trevorrow, sorti en 2015, étant lui aussi un gros succès du box-office mondial. 
Le film se déroule trois ans après les événements du parc Jurassic World. Les dinosaures sont redevenus les maîtres d'Isla Nublar, une île au large du Costa Rica. Ils se retrouvent cependant menacés d'extinction lorsque le volcan de l'île, jusque là endormi, s'apprête à entrer en éruption. Ancienne dirigeante du parc, Claire Dearing préside désormais une association pour la protection des dinosaures. Elle se bat aujourd'hui pour sauver les derniers dinosaures de la planète. Alors que tout le monde lui tourne le dos, un dénommé Benjamin Lockwood — ancien collègue et ami de John Hammond — la contacte pour soutenir son projet. Celui-ci lui propose d'aller sauver les animaux piégés sur Isla Nublar et de les amener dans un « sanctuaire » spécialement créé pour les protéger, loin des humains. Claire reprend contact avec Owen Grady. Ils se rendent sur l'île, accompagnés de l'équipe de mercenaires de Lockwood pour accomplir leur mission le plus rapidement possible.
Le film reçoit des critiques assez positives à mitigées aux États-Unis et en France, les médias appréciant le ton plus mature, et les effets spéciaux et la musique, cependant des reproches ont été faits par rapport à la caractérisation des personnages, au scénario.

## Synopsis
Six mois après les événements qui ont causé la fermeture de Jurassic World, une équipe d'intervention militaire se rend dans les vestiges du parc sur Isla Nublar. Deux membres se rendent par sous-marin dans le bassin du mosasaure tandis qu'ils sont dirigés par les autres restés sur la terre ferme. Ils entrent par la porte sous-marine du canal reliant le bassin à l'océan Pacifique et y trouvent le squelette de l'Indominus rex avant d'en extraire un morceau pour récupérer son ADN. Une fois qu'ils ont envoyé l'ossement à la surface grâce à une bouée, ils sont tués par le mosasaure, toujours vivant malgré leurs suppositions. Alors que l'hélicoptère de l'équipe récupère l'ossement, l'homme chargé de guider l'équipe sous-marine active la fermeture à distance des portes du bassin avant d'être attaqué par le Tyrannosaure, lui aussi vivant. L'équipe en hélicoptère parvient in extremis à le secourir, mais accroché à l'échelle, l'homme est dévoré par le mosasaure, qui jailli de son bassin en voyant une proie suspendue au-dessus. Estimant qu'ils ont récupéré ce qu'ils sont venus chercher, les survivants quittent l'île sans savoir que durant la course poursuite avec le tyrannosaure, la bête a accidentellement détruit la console de commande des portes du bassin et ainsi annulé leur fermeture. Sous l'eau, le mosasaure profite de cette ouverture pour quitter sa prison, emprunter le canal et rejoindre l'océan.
Trois ans après la fermeture du parc en 2015, Claire Dearing est devenue la présidente d'une association de protection des dinosaures. En effet, le volcan d'Isla Nublar, le Mont Sibo, s'est réveillé et menace d'entrer en éruption d'un moment à l'autre. Le gouvernement américain doit trancher entre sauver les derniers dinosaures ou les abandonner à leur sort. Claire et son association démarchent plusieurs personnalités importantes pour convaincre les sénateurs d'être favorables au sauvetage des créatures préhistoriques. Mais le Sénat décide de se ranger du côté de l'avis de Ian Malcolm, qui, avec regret toutefois, recommande que l'on laisse la nature réparer les erreurs humaines et ramener les dinosaures à l'état d'espèces éteintes: le gouvernement ne soutiendra et ne financera donc aucune opération de sauvetage.
Claire est cependant contactée immédiatement par le milliardaire mourant Benjamin Lockwood, vieil ami de John Hammond avant qu'une divergence d'opinion ne les sépare. Elle se rend à son manoir en Californie du Nord où elle fait la connaissance de Eli Mills et Iris Carroll, respectivement associé et gouvernante de Lockwood, et aperçoit de loin Maisie, 10 ans, qu'Eli présente comme la petite-fille de Lockwood et dont la mère est morte dans un accident de voiture. Ce dernier, trop souffrant, laisse Mills présenter son projet: il désire conserver le travail réalisé par Hammond et lui pendant plusieurs années en sauvant les dinosaures pour les emmener sur une nouvelle île, un « sanctuaire » sans volcan et protégé par des défenses naturelles, ce qui permettrait à Lockwood selon lui de se racheter auprès de Hammond. Mills, qui annonce à Claire qu'ils pourront sauver au moins 11 espèces, voire plus, lui apprend que l'évacuation a déjà commencé mais qu'ils sont confrontés à un problème: ils ne parviennent pas à récupérer Blue, dernier vélociraptor du parc encore en vie. Il lui demande d'une part de rejoindre l'équipe de mercenaires déjà sur place car elle seule peut accéder aux systèmes de géolocalisation du parc avec son empreinte digitale et d'une autre de convaincre Owen Grady, ancien dresseur des raptors du parc, d'aider l'équipe paramilitaire que Lockwood a engagé à retrouver Blue, grâce au contact qu'il a eu avec elle depuis sa naissance.
Claire retrouve Owen, qu'elle n'a pas vu depuis qu'elle a rompu avec lui et tente de le persuader d'accepter d'aider Lockwood. Owen refuse catégoriquement bien que Claire lui rappelle la relation paternelle qu'il a eue avec Blue. Dépitée, elle lui annonce qu'elle va aller sur place pour aider l'équipe de sauvetage. Le soir, Owen revoit les vidéos qu'il avait enregistrées pour suivre l'évolution du dressage des raptors. Il avait notamment remarqué la capacité de compassion de Blue devant un moment de faiblesse alors que les autres (Charlie, Delta et Echo) en profitaient pour attaquer. Il change ainsi d'avis et rejoint Claire avant que l'avion affrété pour Isla Nublar ne décolle. Elle est accompagnée de deux jeunes membres de son association, l'informaticien Franklin Webb et la paléo-vétérinaire Zia Rodriguez, ainsi que de Ken Wheatley, chasseur et chef des mercenaires.
Arrivés sur l'île, ils rejoignent la salle permettant de relancer le système informatique du parc grâce à Claire et ainsi de localiser Blue grâce à l'implant qu'elle possède. Owen et Zia, accompagnés des mercenaires, partent à la recherche de Blue tandis que Claire et Franklin restent dans la salle des serveurs. Partant seul pour ne pas l'effrayer, Owen parvient à trouver Blue et s'apprête à regagner sa confiance quand les militaires surgissent avec des fusils hypodermiques. L'anesthésiant ne faisant pas effet immédiatement, Blue se jette sur l'un de ses assaillants qui, avant de mourir, lui tire dessus, la blessant grièvement. Furieux de la trahison de Wheatley, Owen s'apprête à le frapper avant d'être lui-même anesthésié par un tir de fléchette. Avant que le chef paramilitaire n'ait le temps d'achever Owen, Zia s'interpose et, comprenant la nécessité pour les mercenaires d'avoir Blue vivante, leur ordonne de lui laisser la vie sauve car elle seule, par ses compétences, est en mesure de sauver Blue. Wheatley accepte, laissant Owen à terre tandis que lui et ses hommes embarquent Zia et Blue pour les ramener au port.
Cependant, le volcan entre à ce moment-là véritablement en éruption: des coulées de lave et des nuées ardentes commencent à sortir du cratère. Owen se réveille juste avant que la lave ne l'atteigne et parvient tant bien que mal, à cause de l'anesthésiant encore présent dans son corps, à rejoindre Claire et Franklin qui, coincés dans la salle, ont entre-temps dû échapper à un Baryonyx. Grâce à une gyrosphère du parc laissée à l'abandon, ils fuient les nuées ardentes avec les multiples dinosaures de l'île présents dans la zone avant d'y échapper en sautant d'une immense falaise, tandis que les dinosaures sautent à l'eau et quittent l'île. Claire et Franklin, bloqués dans la gyrosphère qui prend l'eau, sont sauvés par Owen. Une fois revenus discrètement vers le port, ils découvrent les divers dinosaures (quelques spécimens pour chaque espèce) déjà capturés avant leur arrivée (dont le Tyrannosaure repêché, qui avait sauvé le trio d'un Carnotaure) en train d'être chargés en urgence sur le bateau de transport tandis que Wheatley en profite pour prélever une dent de chaque espèce présente comme trophées. Ils parviennent in extremis à grimper à bord mais ne peuvent qu'assister impuissants à la mort d'un Brachiosaure qui a tenté de fuir l'éruption mais n'a pas osé sauter à l'eau et se retrouve bloqué sur la plage. Le dinosaure, par sa manière de se dresser pour gémir, ressemble étrangement à celui qui a ouvert la saga 25 ans plus tôt, à Jurassic Park.
Au manoir Lockwood, Maisie surprend une conversation entre Mills et un mystérieux commissaire-priseur, Gunnar Eversol, concernant la vente aux enchères des dinosaures: en effet, Mills veut vendre les dinosaures capturés pour financer de futures recherches, dont le but est de créer des armes vivantes. Elle en informe son grand-père mais Lockwood ne la prend pas au sérieux. Sur le bateau, Owen, Claire et Franklin retrouvent Blue et Zia. Blue a perdu trop de sang et le seul moyen de la sauver est de lui faire une transfusion avec du sang du Tyrannosaure, qu'Owen et Claire arrivent à récupérer tant bien que mal. Dans le même temps, Maisie parvient à s'infiltrer dans le laboratoire secret du manoir, là où Hammond et Lockwood avaient ramené à la vie les premiers dinosaures, et découvre les vidéos d'Owen expliquant comment dresser les raptors. Elle a tout juste le temps de se cacher avant que Mills ne rentre dans la pièce en compagnie d'un scientifique qui se révèle être le docteur Henry Wu. Ils discutent de l'Indoraptor, un nouvel hybride conçu à partir de l'ADN de l'Indominus rex, prélevé sur l'ossement récupéré sur l'île, et d'un vélociraptor. Wu veut en effet prélever l'ADN de Blue, qui est un raptor qui a appris à obéir à un humain, pour fabriquer des Indoraptors améliorés, qui pourront être plus contrôlables, en ayant en plus Blue comme « mère ». Maisie, en se cachant, manque de peu d'être saisie par ce nouvel hybride en question en s'approchant trop près de sa cage. Hurlant de terreur, elle est ainsi repérée par Mills qui la ramène au manoir et l'enferme dans sa chambre, tout en interdisant à Iris de lui ouvrir, prétextant une punition.
De leur côté, Franklin se fait malgré lui passer pour un mercenaire et est contraint de se séparer du groupe tandis que Zia s'occupe de Blue maintenant en voie de guérison et qu'Owen et Claire prennent la place d'un chauffeur d'une des voitures transportant les dinosaures jusqu'à ce qui se révèle être le manoir Lockwood. Ils sont toutefois reconnus et capturés par Wheatley. Lockwood confronte de son côté Mills à ses véritables intentions et lui demande d'appeler lui-même la police pour mettre un terme à cette folie. En réponse, ce dernier tue son mentor en l'étouffant avec un oreiller, après lui avoir rappelé son acte « contre-nature ». Maisie, de son côté, arrive à sortir de sa chambre par les toits et observe l'arrivée des acheteurs au manoir avant de rejoindre la chambre de son grand-père où elle le trouve mort dans son lit. Entendant Mills arriver, elle s'empare de l'album photo de son grand-père puis se cache dans le monte-plat. Eli congédie Iris, étant désormais le responsable légal de Maisie et ayant fait passer son meurtre pour une mort naturelle, malgré les supplications de la gouvernante qui est profondément attachée à la fillette. En s'indignant, Iris fait une révélation stupéfiante pour Maisie: « Je les ai élevées toute les deux ». Maisie ouvre l'album photo et découvre une photo d'une fille lui ressemblant trait pour trait, accompagnée d'une Iris beaucoup plus jeune.
Owen et Claire, qui ont commencé à se réconcilier, parviennent à sortir de leur cellule en se servant d'un Stygimoloch surnommé Stiggy, pour enfoncer leur porte. Ils trouvent Maisie, en pleurs après tous les événements qu'elle a vécus, mais arrivent à la calmer, Maisie reconnaissant Owen de la vidéo et Claire de la rencontre. Ils assistent discrètement alors à une vente aux enchères clandestine, dirigée par Eversol, où des personnes originaires du monde entier sont venues acheter des dinosaures. Maisie montre à Owen et Claire le docteur Wu dans l'assemblée. Alors que sept lots ont déjà été vendus, dont un Ankylosaure, une jeune Allosaure, un Baryonyx, ainsi qu'un Stégosaure (hors écran), Eversol en profite pour présenter l'Indoraptor, devant l'admiration du public pour le monstre et l'effroi d'Owen, Claire et Maisie. Il est également montré que l'Indoraptor peut être contrôlé, grâce à un réflexe conditionné, en pointant un laser sur une cible : une fois la gâchette de l'arme pressée, le prédateur se ruera sans se poser de questions sur sa cible. Bien que l'Indoraptor ne soit pas censé être mis aux enchères, Mills et Eversol finissent par accepter la vente devant les sommes énormes proposées. Wu désapprouve, rappelant que l'Indoraptor n'est qu'un prototype.
Owen se sert à nouveau de Stiggy pour provoquer la panique générale et faire fuir les acheteurs tandis qu'il affronte les multiples miliciens présents. Alors que la salle d'enchères est désormais déserte en dehors de l'Indoraptor, Wheatley, qui y est entré après avoir vu Stiggy s'enfuir dans la nature, voit en la créature un trophée unique pour sa collection. Il l'anesthésie et pénètre dans sa cage mais le produit n'agit pas et l'hybride fait semblant de dormir pour le laisser approcher, puis le démembre et le tue. Eversol, ainsi que trois participants à l'enchère, encore présents dans la pièce, subissent le même sort. Pendant ce temps, Owen et Claire, accompagnés de Maisie, sont interceptés par Mills accompagné de deux miliciens. Voulant récupérer Maisie, il révèle alors la vérité à propos de ce qui a séparé Hammond et Lockwood: ce dernier a utilisé la technologie d'InGen pour créer un clone de sa fille décédée, ce qui a donné Maisie. C'est alors que l'Indoraptor surgit et tue les gardes du corps de Mills, mais ce dernier s'enfuit.
Voyant la situation se détériorer, Wu ordonne à Zia de prélever du sang de Blue tandis qu'il commence à réunir le résultat de ses recherches pour s'enfuir avec. Zia l'informe de la transfusion que Blue a eue. C'est alors que Franklin assomme Wu en l'anesthésiant avant que des mercenaires n'interviennent pour évacuer Wu. Zia libère Blue qui tue les miliciens restés dans la pièce pendant que les deux jeunes s'enfuient, mais du gaz est libéré et le labo explose. Blue s'enfuit et part retrouver Owen. L'Indoraptor prend en chasse Owen, Claire et Maisie, et au cours de la poursuite qui s'ensuit, Maisie finit isolée avec l'hybride mais est sauvée de justesse par Owen. Alors que ce dernier est à court de munitions, Blue intervient à son tour dans le combat. Au terme d'un affrontement qui se finit sur les toits, Owen et Claire ayant utilisé le réflexe conditionné de l'Indoraptor pour le piéger, Blue parvient à faire basculer l'Indoraptor dans le vide avec elle. Les deux dinosaures tombent violemment dans le hall du manoir, Blue survit tandis que l'Indoraptor s'empale sur les cornes du crâne d'un squelette d'Agujaceratops. Franklin et Zia, avec qui ils ont repris contact après le combat, les informent d'un problème: les tirs d'armes à feu et les explosions ont libéré du cyanure d'hydrogène dans le sous-sol qui va tuer les dinosaures. Ils ont alors le choix: laisser les dinosaures mourir ou ouvrir les portes de leur prison, ce qui les laissera fuir dans la nature. Après hésitation, Claire renonce à les sauver, mais Maisie active alors l'ouverture des portes, estimant que de par leur nature commune de clones, les dinosaures sont comme elle et méritent de vivre.
Dehors, alors que Mills s'apprête à fuir, il assiste à la fuite des dinosaures dans la forêt voisine. Ses deux derniers gardes du corps sont tués et lui-même est dévoré par le T-Rex. En quittant le manoir, ce dernier détruit l'ossement d'Indominus rex en l'écrasant accidentellement. Une fois sortis à leur tour, Owen, Claire, Maisie, Franklin et Zia croisent Blue. Owen tente de la convaincre de rester avec lui mais celle-ci refuse d'être à nouveau enfermée et tout en rugissant regarde Owen une dernière fois, montrant qu'elle tient toujours à lui, avant de fuir dans la forêt à son tour.
Owen et Claire prennent Maisie avec eux. Mais le geste de la fillette n'est pas sans conséquences: l'actuel écosystème se voit désormais confronté à des animaux préhistoriques. Wu a récupéré des échantillons d'ADN de chaque espèce et pourra de son côté continuer ses expériences. Interrogé par le Sénat, Ian Malcolm affirme que rien ne peut préparer l'humanité à ce qui va se passer, la conséquence de la rencontre entre des espèces séparées par des millions d'années d'évolution étant impossible à prévoir, ils ne pourront jamais coexister. L'ankylosaure est embarqué dans un avion pour un autre continent. L'allosaure est toujours dans sa cage, transporté vers une destination inconnue. Le tyrannosaure détruit la barrière d'un zoo et fait face à un lion. Le Mosasaure s'attaque à des surfeurs sur une vague. Blue arrive au sommet d'une colline et contemple les quartiers d'une ville californienne, en appelant en vain un autre raptor.
Scène post-générique
Trois Ptéranodons survolent Las Vegas et se posent sur la réplique de la Tour Eiffel.

## Fiche technique
Sauf indication contraire, les informations mentionnées dans cette section peuvent être confirmées par les bases de données cinématographiques IMDb et Allociné,  présentes dans la section « Liens externes ».
- Titre original et français : Jurassic World: Fallen Kingdom
- Titre québécois : Monde jurassique : Le Royaume déchu[1]
- Réalisation : Juan Antonio Bayona
- Scénario : Derek Connolly et Colin Trevorrow, d'après certains personnages créés par Michael Crichton
- Musique : Michael Giacchino
  - Orchestration : Jeff Kryka
  - Montage musical : Paul Apelgren et Joe E. Rand
- Direction artistique : Guy Bradley, Andrew Max Cahn, Anthony Caron-Delion, Nick Crocco, Gregory Fangeaux, Gavin Fitch, Jason Knox-Johnston, Renate Nicolaisen, Marco Anton Restivo et Matt Wynne
- Décors : Andy Nicholson
- Costumes : Sammy Sheldon
- Maquillage : Karen Cohen, Frances Hannon, Sally Sutton
- Coiffure : Karen Cohen, Frances Hannon
- Photographie : Oscar Faura
- Son : Christopher Boyes, Pete Horner, Al Nelson, Gwendolyn Yates Whittle
- Montage : Bernat Vilaplana
- Production : Belén Atienza, Patrick Crowley et Frank Marshall
  - Production exécutive : Thomas Tull
  - Production déléguée : Steven Spielberg et Colin Trevorrow
  - Coproduction : Thomas Hayslip
- Sociétés de production :
  - États-Unis : Amblin Entertainment, Legendary Entertainment et Universal Pictures
  - Chine : Perfect World Pictures
- Sociétés de distribution : Universal Pictures (États-Unis) ; China Film Group Corporation et Huaxia Film Distribution (Chine) ; Universal Pictures International (France) ; Sony Pictures Releasing International (Belgique)
- Budget : 170 millions de dollars américains[3]

- Pays de production :  États-Unis,  Chine

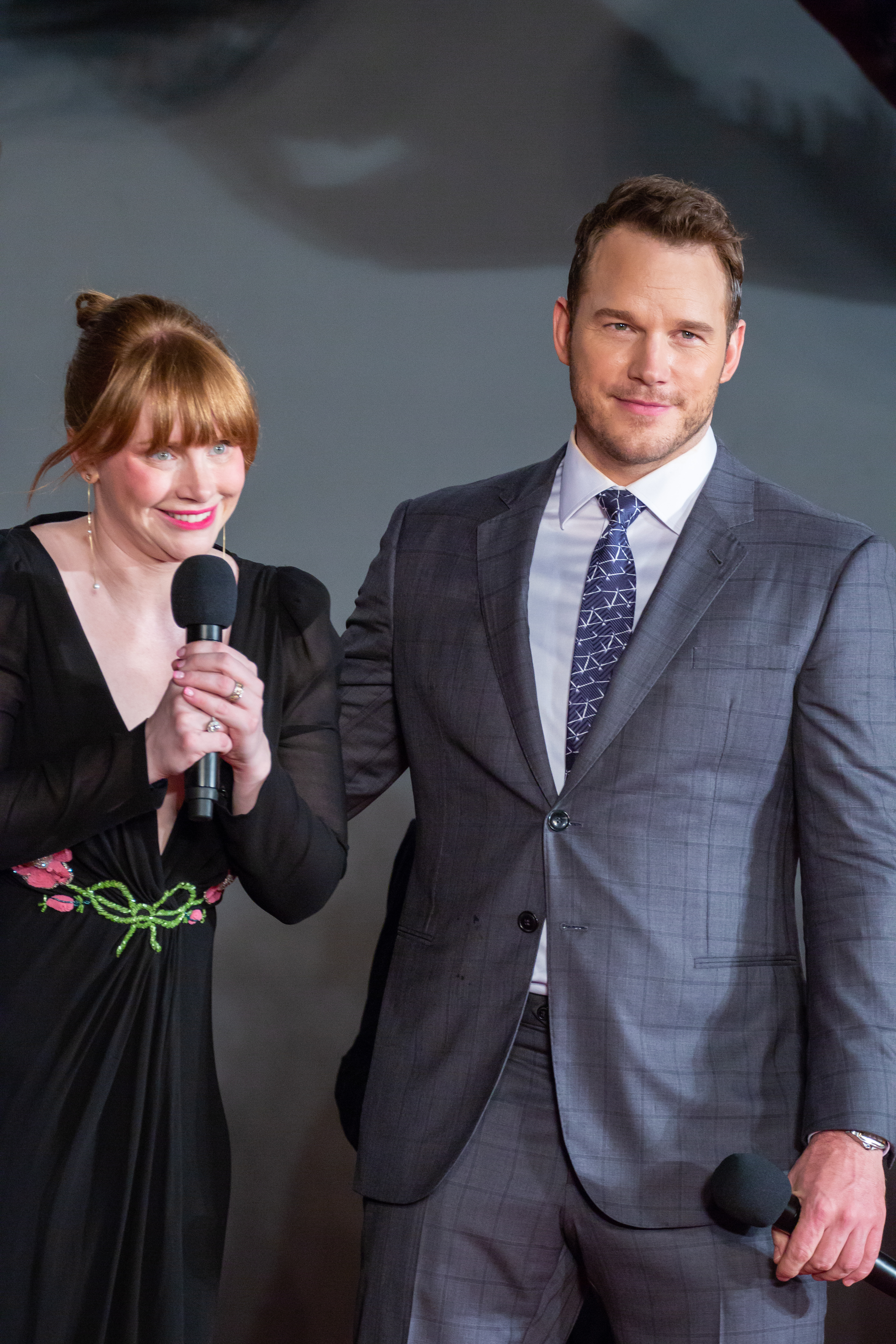
Les acteurs principaux Chris Pratt et Bryce Dallas Howard à la première japonaise du film, en juin 2018.

- Langues originales : anglais, russe
- Format : couleur - 35 mm - 2,39:1 (Panavision) - son Dolby Digital / DTS (DTS: X) / Dolby Atmos / Auro 11.1 / Dolby Surround 7.1
- Genre : action, aventure et science-fiction
- Durée : 128 minutes
- Dates de sortie[4] :
  - France, Belgique, Suisse romande : 6 juin 2018[5],[6],[7]
  - Chine : 15 juin 2018 (sortie nationale) ; 18 juin 2018 (Festival international du film de Shanghai)
  - États-Unis, Québec : 22 juin 2018[1]
- Classification :
  - États-Unis : accord parental recommandé, film déconseillé aux moins de 13 ans (PG-13 - Parents Strongly Cautioned)[N 1]
  - Chine : pas de système
  - France : tous publics avec avertissement lors de sa sortie en salles[8],[N 2],[N 3]
  - Belgique : tous publics (Alle Leeftijden)[6]
  - Suisse romande : interdit aux moins de 12 ans[9]
  - Québec : tous publics - déconseillé aux jeunes enfants (G - General Rating)[1]

## Distribution
- Chris Pratt (VF : David Krüger ; VQ : Philippe Martin) : Owen Grady, spécialiste en comportement animal
- Bryce Dallas Howard (VF : Barbara Beretta ; VQ : Mélanie Laberge) : Claire Dearing
- Rafe Spall (VF : Arnaud Bedouët ; VQ : Daniel Roy) : Eli Mills
- Justice Smith (VF : Julien Crampon ; VQ : Louis-Philippe Berthiaume) : Franklin Webb
- Daniella Pineda (VF : Flora Kaprielian ; VQ : Aurélie Morgane) : Dr Zia Rodriguez
- James Cromwell (VF : Michel Ruhl ; VQ : Marc Bellier) : Sir Benjamin Lockwood
- Isabella Sermon (VF : Laurie Sanial ; VQ : Marguerite D'Amour) : Maisie Lockwood
- Ted Levine (VF : François-Éric Gendron ; VQ : Jean-François Blanchard) : Ken Wheatley
- Toby Jones (VF : Loïc Houdré ; VQ : François Sasseville) : Gunnar Eversol
- B. D. Wong (VF : Daniel Lafourcade ; VQ : Renaud Paradis) : Dr Henry Wu
- Geraldine Chaplin (VF : Catherine Salviat ; VQ : Claudine Chatel) : Iris Carroll
- Jeff Goldblum (VF : Richard Darbois ; VQ : Jean-Luc Montminy) : Pr Ian Malcolm
- Peter Jason : le sénateur Sherwood

Source VF : AlloDoublage ; version québécoise (VQ) sur Doublage.qc.ca

## Production

### Genèse et développement
En avril 2014, avant même la sortie de Jurassic World, le réalisateur Colin Trevorrow confirme que les producteurs travaillent déjà sur des suites : « Nous avons effectivement beaucoup discuté des épisodes ultérieurs. Nous voulions créer quelque chose qui serait un peu moins arbitraire et épisodique, un arc qui pourrait s'étendre sur plusieurs volets afin de former une histoire complète vers une tragédie inévitable. » Trevorrow laisse entendre que Chris Pratt et Omar Sy pourraient reprendre leurs rôles dans le prochain film, qu'il réaliserait si on le lui demandait. Après la sortie de Jurassic World en 2015, Steven Spielberg avoue au réalisateur Colin Trevorrow qu'il est intéressé par d'autres films. En avril 2014, Colin Trevorrow confirme que plusieurs suites sont envisagées avec une histoire développée en continuité dans plusieurs films. En mai 2015, il révèle qu'il ne sera plus impliqué comme réalisateur dans la saga, mais qu'il occupera d'autres postes. Il explique : « Jurassic Park est comme Star Wars. Différents réalisateurs peuvent donner un goût différent à chaque film. Je serai impliqué d'une certaine façon, mais pas en tant que réalisateur. »
En juin 2015, le producteur Frank Marshall rencontre Colin Trevorrow et Universal Pictures pour le projet de suite. En juillet 2015, Universal annonce que le film sortira le 22 juin 2018. Il est aussi révélé que Colin Trevorrow signera le script, avec l'aide de Derek Connolly (coscénariste de Jurassic World), que le film sera produit par Frank Marshall, alors que Steven Spielberg et Colin Trevorrow officieront comme producteurs délégués.
En août 2015, l'actrice Bryce Dallas Howard confirme que le script est écrit. Un mois plus tard, Colin Trevorrow explique que l'intrigue est inspirée d'une phrase d'Alan Grant dans Jurassic Park (« Dinosaurs and man, two species separated by 65 million years of evolution, have suddenly been thrown back into the mix together. How can we possibly have the slightest idea of what to expect? »).

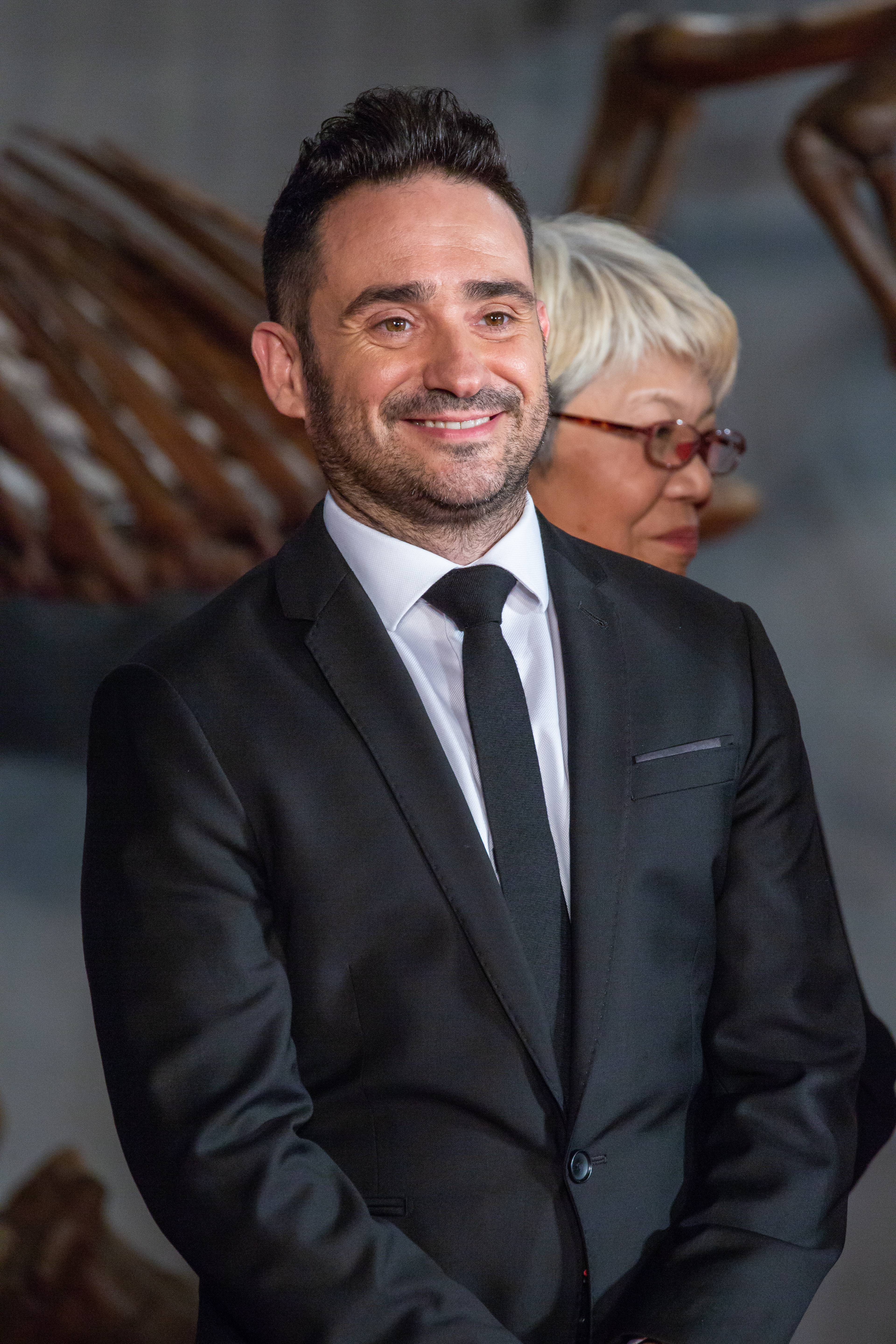
Le réalisateur Juan Antonio Bayona à la première japonaise en juin 2018.

Le nom de Juan Antonio Bayona est évoqué pour le poste de réalisateur, mais il est alors attaché à la suite de World War Z. En janvier 2016, il devient un sérieux candidat, après avoir quitté le projet de suite à World War Z. Steven Spielberg, Frank Marshall et Kathleen Kennedy avaient été très impressionnés par son film The Impossible (2012).
En mars 2016, il est révélé que le tournage ainsi que l'intrigue pourraient avoir lieu à Londres. En avril 2016, Juan Antonio Bayona est confirmé au poste de réalisateur, alors que Belén Atienza et Patrick Crowley rejoignent Frank Marshall à la production. En avril 2016, il est confirmé que le tournage aura lieu dans un studio britannique.
En juillet 2016, il est annoncé que le titre de travail est Ancient Futures et que le tournage devrait débuter en février 2017 à Hawaï,. Colin Trevorrow et Derek Connolly retravaillent ensuite le script avec le réalisateur, selon les souhaits de ce dernier. Colin Trevorrow annonce alors un film « avec plus de suspense et plus sombre » que le précédent. Frank Marshall rapporte que Juan Antonio Bayona a incorporé beaucoup de ses idées dans le script mais qu'il reste malgré tout proche du script initial dans l'exécution de Colin Trevorrow et Derek Connolly. En octobre 2016, Juan Antonio Bayona évoque que son film s'inspirera de Star Wars V et Star Trek 2, deux suites considérées plus inattendues que leur film précédent.
En juin 2017, le titre de cette suite est annoncé en même temps qu'une première affiche : Jurassic World : Fallen Kingdom.
En décembre 2017, les premiers trailers sortent et le public retrouve certains dinosaures. Parmi les animaux vus dans Jurassic World, le Tyrannosaurus rex, le Mosasaure et Blue (la bêta et unique survivante de l'escouade raptor d'Owen Grady). D'autres dinosaures comme le compsognathus et le brachiosaure, espèces qui n'étaient plus apparues à l’écran depuis Jurassic Park 3, y réapparaitront. De nouveaux dinosaures feront leur première apparition comme le Sinoceratops, le stygimoloch, l'allosaure, le baryonyx et le carnotaure (dinosaure qui a la capacité de se camoufler dans l'univers de Jurassic Park) mais aussi l'Indoraptor, un hybride prototype. Un nouveau trailer sort le 18 avril 2018, deux mois avant la sortie du film.

### Attribution des rôles

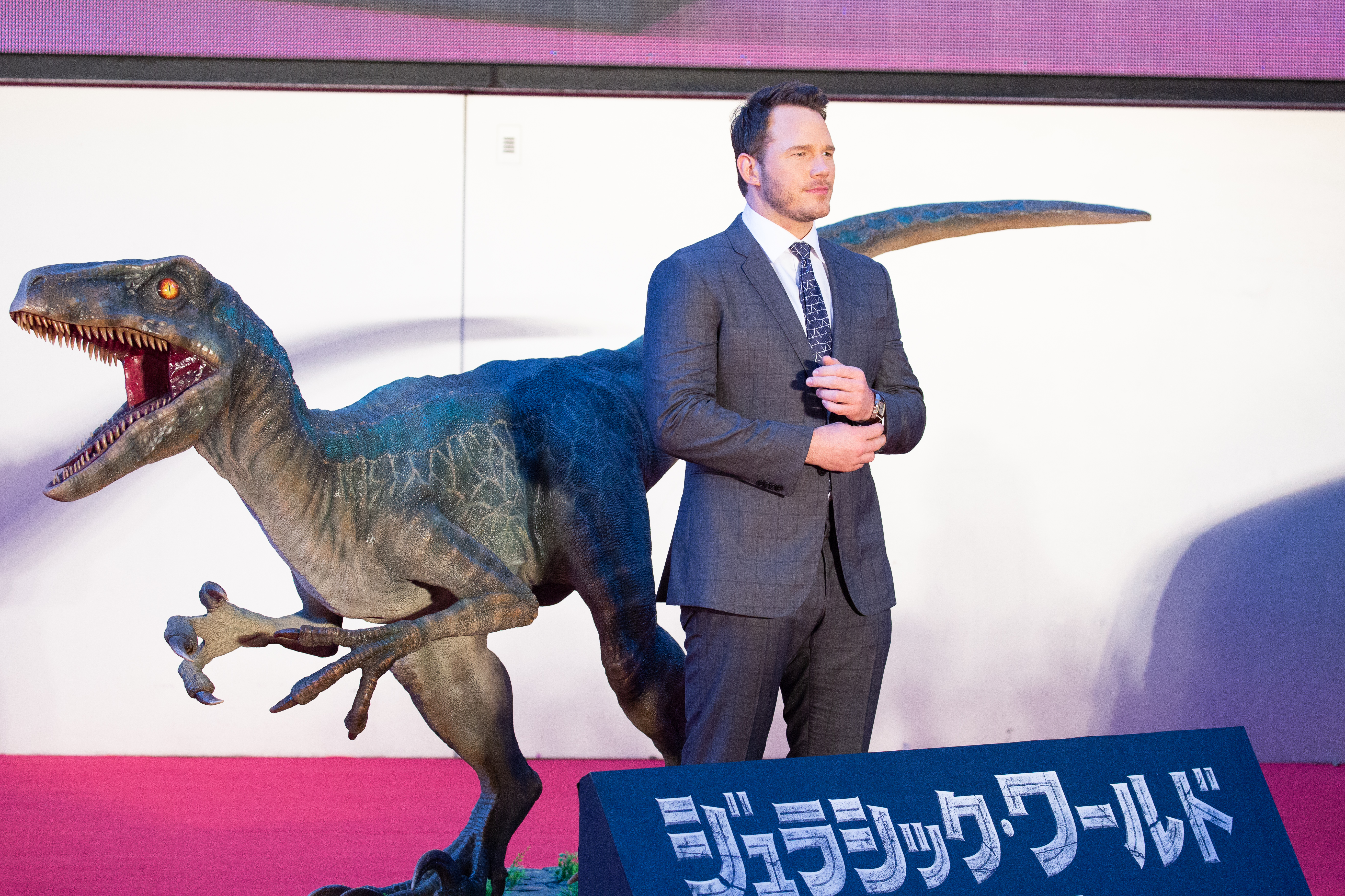
L'acteur principal Chris Pratt à la première japonaise du film.

Le 13 juin 2015, lors d'une entrevue donnée au magazine américain Entertainment Weekly, Chris Pratt confirme qu'il a signé pour un nombre indéterminé de suites à Jurassic World. Le 23 juillet 2015, Universal Pictures annonce que Chris Pratt et Bryce Dallas Howard seront bien de retour dans leurs rôles respectifs, ainsi que Colin Trevorrow comme scénariste avec Derek Connolly, et Steven Spielberg en tant que producteur délégué,.
En novembre 2016, Toby Jones et Rafe Spall sont en négociations pour des rôles non précisés. En décembre 2016, Justice Smith obtient le rôle d'un ancien scientifique. En janvier 2017, Daniella Pineda est annoncée dans un rôle principal. En février 2017, Ted Levine et James Cromwell rejoignent ensuite la distribution,, avant que B. D. Wong confirme son retour dans la peau de Henry Wu. James Cromwell retrouvera Bryce Dallas Howard après avoir incarné son père dans Spider-Man 3.
En juin 2016, il est demandé à Sam Neill s'il reprendra son rôle d'Alan Grant, présent dans Jurassic Park et Jurassic Park 3. Il déclare : « Il ne faut jamais dire jamais, mais je ne crois pas. C'est une époque différente ».
En mars 2017, Geraldine Chaplin, fille de Charlie Chaplin, rejoint la distribution. Elle avait déjà été dirigée par Juan Antonio Bayona dans L'Orphelinat, The Impossible et Quelques minutes après minuit. En avril 2017, il est annoncé que Jeff Goldblum reprendra son rôle de Ian Malcolm, présent dans Jurassic Park et Le Monde perdu.

### Tournage
Le tournage débute le 23 février 2017 au Langley Business Centre de Slough, dans le Berkshire en Angleterre,. Une majeure partie des scènes est ensuite tournée aux Pinewood Studios, près de Londres. Certaines scènes sont ensuite tournées dans le National Park de Brecon Beacons au pays de Galles. L'équipe se rend également à Hawaï. Le tournage se termine le 10 juillet à Hawaï.

### Musique
Bandes originales de Jurassic Park
Jurassic World
(2015) Jurassic World : Le Monde d'après
(2022)
La musique du film est composée par Michael Giacchino, déjà à l’œuvre sur le précédent opus. Il y reprend quelques-uns des thèmes composés par John Williams pour le premier volet de la saga, réalisé par Steven Spielberg.
Toutes les chansons sont écrites et composées par Michael Giacchino.
| Liste des titres | Liste des titres                                                                              | Liste des titres | Liste des titres | Liste des titres | Liste des titres | Liste des titres | Liste des titres | Liste des titres | Liste des titres |
| No               | Titre                                                                                         | Durée            |                  |                  |                  |                  |                  |                  |                  |
| ---------------- | --------------------------------------------------------------------------------------------- | ---------------- | ---------------- | ---------------- | ---------------- | ---------------- | ---------------- | ---------------- | ---------------- |
| 1.               | This Title Makes Me Jurassic                                                                  | 2:54             |                  |                  |                  |                  |                  |                  |                  |
| 2.               | The Theropod Preservation Society (contient le thème de Jurassic Park de John Williams)       | 3:47             |                  |                  |                  |                  |                  |                  |                  |
| 3.               | Maisie and the Island                                                                         | 2:07             |                  |                  |                  |                  |                  |                  |                  |
| 4.               | March of the Wheatley Cavalcade                                                               | 2:14             |                  |                  |                  |                  |                  |                  |                  |
| 5.               | Nostalgia-Saurus (contient le thème de Jurassic Park de John Williams)                        | 1:05             |                  |                  |                  |                  |                  |                  |                  |
| 6.               | Lava Land                                                                                     | 3:17             |                  |                  |                  |                  |                  |                  |                  |
| 7.               | Keep Calm and Baryonyx                                                                        | 2:46             |                  |                  |                  |                  |                  |                  |                  |
| 8.               | Go With the Pyroclastic Flow                                                                  | 3:43             |                  |                  |                  |                  |                  |                  |                  |
| 9.               | Raiders of the Lost Isla Nublar                                                               | 3:20             |                  |                  |                  |                  |                  |                  |                  |
| 10.              | Volcano to Death (contient le thème de Jurassic Park de John Williams)                        | 1:38             |                  |                  |                  |                  |                  |                  |                  |
| 11.              | Operation Blue Blood                                                                          | 3:43             |                  |                  |                  |                  |                  |                  |                  |
| 12.              | Jurassic Pillow Talk                                                                          | 2:47             |                  |                  |                  |                  |                  |                  |                  |
| 13.              | How to Pick a Lockwood                                                                        | 3:10             |                  |                  |                  |                  |                  |                  |                  |
| 14.              | Wilting Iris                                                                                  | 1:11             |                  |                  |                  |                  |                  |                  |                  |
| 15.              | Shock and Auction                                                                             | 2:28             |                  |                  |                  |                  |                  |                  |                  |
| 16.              | Thus Begins the Indo-Rapture                                                                  | 3:41             |                  |                  |                  |                  |                  |                  |                  |
| 17.              | You Can Be So Hard-Headed                                                                     | 2:28             |                  |                  |                  |                  |                  |                  |                  |
| 18.              | Between the Devil and the Deep Blue Free                                                      | 3:29             |                  |                  |                  |                  |                  |                  |                  |
| 19.              | There's Something About Maisie                                                                | 1:20             |                  |                  |                  |                  |                  |                  |                  |
| 20.              | World's Worst Bedtime Storyteller                                                             | 2:27             |                  |                  |                  |                  |                  |                  |                  |
| 21.              | Declaration of Indo-Pendence                                                                  | 4:02             |                  |                  |                  |                  |                  |                  |                  |
| 22.              | To Free or Not to Free (contient le thème de Jurassic Park de John Williams)                  | 3:00             |                  |                  |                  |                  |                  |                  |                  |
| 23.              | The Neo-Jurassic Age                                                                          | 3:33             |                  |                  |                  |                  |                  |                  |                  |
| 24.              | At Jurassic World's End Credits / Suite (contient le thème de Jurassic Park de John Williams) | 10:55            |                  |                  |                  |                  |                  |                  |                  |
| 75:04            |                                                                                               |                  |                  |                  |                  |                  |                  |                  |                  |

Toutes les chansons sont écrites et composées par Michael Giacchino.
| Liste des titres - édition Deluxe | Liste des titres - édition Deluxe                                                             | Liste des titres - édition Deluxe | Liste des titres - édition Deluxe | Liste des titres - édition Deluxe | Liste des titres - édition Deluxe | Liste des titres - édition Deluxe | Liste des titres - édition Deluxe | Liste des titres - édition Deluxe | Liste des titres - édition Deluxe |
| No                                | Titre                                                                                         | Durée                             |                                   |                                   |                                   |                                   |                                   |                                   |                                   |
| --------------------------------- | --------------------------------------------------------------------------------------------- | --------------------------------- | --------------------------------- | --------------------------------- | --------------------------------- | --------------------------------- | --------------------------------- | --------------------------------- | --------------------------------- |
| 1.                                | This Title Makes Me Jurassic                                                                  | 2:54                              |                                   |                                   |                                   |                                   |                                   |                                   |                                   |
| 2.                                | The Theropod Preservation Society (contient le thème de Jurassic Park de John Williams)       | 3:47                              |                                   |                                   |                                   |                                   |                                   |                                   |                                   |
| 3.                                | Maisie and the Island                                                                         | 2:07                              |                                   |                                   |                                   |                                   |                                   |                                   |                                   |
| 4.                                | March of the Wheatley Cavalcade                                                               | 2:14                              |                                   |                                   |                                   |                                   |                                   |                                   |                                   |
| 5.                                | Nostalgia-Saurus (contient le thème de Jurassic Park de John Williams)                        | 1:05                              |                                   |                                   |                                   |                                   |                                   |                                   |                                   |
| 6.                                | Double Cross to Bear                                                                          | 2:32                              |                                   |                                   |                                   |                                   |                                   |                                   |                                   |
| 7.                                | Lava Land                                                                                     | 3:17                              |                                   |                                   |                                   |                                   |                                   |                                   |                                   |
| 8.                                | Keep Calm and Baryonyx                                                                        | 2:46                              |                                   |                                   |                                   |                                   |                                   |                                   |                                   |
| 9.                                | Go With the Pyroclastic Flow                                                                  | 3:43                              |                                   |                                   |                                   |                                   |                                   |                                   |                                   |
| 10.                               | Gyro Can You Go?                                                                              | 2:17                              |                                   |                                   |                                   |                                   |                                   |                                   |                                   |
| 11.                               | Raiders of the Lost Isla Nublar                                                               | 3:20                              |                                   |                                   |                                   |                                   |                                   |                                   |                                   |
| 12.                               | Volcano to Death (contient le thème de Jurassic Park de John Williams)                        | 1:38                              |                                   |                                   |                                   |                                   |                                   |                                   |                                   |
| 13.                               | Operation Blue Blood                                                                          | 3:43                              |                                   |                                   |                                   |                                   |                                   |                                   |                                   |
| 14.                               | Jurassic Pillow Talk                                                                          | 2:47                              |                                   |                                   |                                   |                                   |                                   |                                   |                                   |
| 15.                               | How to Pick a Lockwood                                                                        | 3:10                              |                                   |                                   |                                   |                                   |                                   |                                   |                                   |
| 16.                               | Wilting Iris                                                                                  | 1:11                              |                                   |                                   |                                   |                                   |                                   |                                   |                                   |
| 17.                               | Shock and Auction                                                                             | 2:28                              |                                   |                                   |                                   |                                   |                                   |                                   |                                   |
| 18.                               | Thus Begins the Indo-Rapture                                                                  | 3:41                              |                                   |                                   |                                   |                                   |                                   |                                   |                                   |
| 19.                               | You Can Be So Hard-Headed                                                                     | 2:28                              |                                   |                                   |                                   |                                   |                                   |                                   |                                   |
| 20.                               | Between the Devil and the Deep Blue Free                                                      | 3:29                              |                                   |                                   |                                   |                                   |                                   |                                   |                                   |
| 21.                               | There's Something About Maisie                                                                | 1:20                              |                                   |                                   |                                   |                                   |                                   |                                   |                                   |
| 22.                               | World's Worst Bedtime Storyteller                                                             | 2:27                              |                                   |                                   |                                   |                                   |                                   |                                   |                                   |
| 23.                               | Declaration of Indo-Pendence                                                                  | 4:02                              |                                   |                                   |                                   |                                   |                                   |                                   |                                   |
| 24.                               | To Free or Not to Free (contient le thème de Jurassic Park de John Williams)                  | 3:00                              |                                   |                                   |                                   |                                   |                                   |                                   |                                   |
| 25.                               | The Neo-Jurassic Age                                                                          | 3:33                              |                                   |                                   |                                   |                                   |                                   |                                   |                                   |
| 26.                               | At Jurassic World's End Credits / Suite (contient le thème de Jurassic Park de John Williams) | 10:55                             |                                   |                                   |                                   |                                   |                                   |                                   |                                   |
| 75:04                             |                                                                                               |                                   |                                   |                                   |                                   |                                   |                                   |                                   |                                   |

- Don't Look Now de Creedence Clearwater Revival

## Accueil

### Accueil critique
Sur Allociné, le film a une moyenne de 3,4/5 de la part de 28 titres de presse et une moyenne de 3,8/5 de la part des spectateurs. Sur le site agrégateur de critiques Rotten Tomatoes, le film a une note de 53 % fondée sur 364 critiques, et une moyenne de 6,7/10. Sur Metacritic, le film a une note de 57 sur 100 fondée sur 59 critiques.
Côté presse, la rédaction du Parisien est plutôt enthousiaste : « Sans le charme de la surprise, mais avec des scènes d’action menées tambour battant, ce nouvel opus met nos nerfs à vif et bascule même par moments dans l’horreur. ». Idem pour Frédéric Strauss chez Télérama, selon qui « ce retour des dinosaures croise ingrédients hollywoodiens et influences d’un cinéma fantastique qui fait rimer noirceur et enfance, peur et émerveillement. Une mutation séduisante. ». De même pour Jacques Mandelbaum au Monde : « L’Espagnol Juan Antonio Bayona (L'Orphelinat) signe cet opus qui remplit à satiété son office spectaculaire, et pousse contrairement à son prédécesseur, la réflexion du premier film. Un travail alléchant, riche, vraiment bon, et prenant. ».

### Box-office
| Pays ou région        | Box-office        | Date d'arrêt du box-office | Nombre de semaines |
| --------------------- | ----------------- | -------------------------- | ------------------ |
| États-Unis Canada     | 417 719 760 $     | 4 octobre 2018             | 15                 |
| Chine                 | 261 224 207 $     | 1er septembre 2018         | 9                  |
| France                | 3 642 158 entrées | 25 septembre 2018          | 16                 |
| Allemagne             | 2 404 197 entrées | 21 octobre 2018            | 20                 |
| Italie                | 1 638 151 entrées | 19 août 2018               | 11                 |
| Espagne               | 3 909 059 entrées | 14 octobre 2018            | 19                 |
| Total hors États-Unis | 892 746 536 $     | 3 janvier 2019             | 24                 |
| Total mondial         | 1 310 466 296 $   | 3 janvier 2019             | 24                 |

Lors de ses quatre premiers jours d'exploitation, le film rapporte plus de 150 millions de dollars dans le monde alors qu'il n'est même pas encore sorti aux États-Unis. Jurassic World avait rapporté 316 millions de dollars lors de sa première fin de semaine. Lors de son premier weekend aux États-Unis, le film rapporte 148 millions de dollars de recettes et s'empare de la 1re place du box-office américain. Depuis, le film cumule 417 millions de dollars en Amérique du Nord et 1,310 milliard de dollars de recettes mondiales.
En France, le film enregistre une bonne première semaine en réalisant 1 396 911 entrées et s'empare de la 1re place du box-office. Lors de sa 2e semaine d'exploitation, le film réussit à garder la tête du podium en réalisant 671 556 entrées supplémentaires. Le film réitère l'exploit une 3e fois la semaine suivant en réalisant 364 266 entrées. Le film reste en tête du box-office pendant tout le mois de juin, puisqu'il réitère l'exploit une 4e fois en réalisant 414 907 entrées. Au bout de cinq semaines d'exploitation, le film cède la 1re place du box-office aux Indestructibles 2 et réalise 252 832 entrées supplémentaires. Depuis, le film cumule 3 642 158 entrées.

## Distinctions

### Récompenses et nominations
Le film a gagné plusieurs catégories:
- Meilleurs acteurs de l'été pour Chris Pratt et Bryce Dallas Howard.

- Meilleur personnage animé dans une fonction photoréaliste pour Yannick Gillain Ted Lister Keith Ribbons et Jance Rubinchik.

- Meilleure cinématographie virtuelle dans un projet photoréaliste pour Oscar Faura Pawl Fulker Matt Perrin et David Vickery.

## Analyse
- Contrairement au précédent qui n'en avait qu'un seul, ce deuxième film utilise 8 animatroniques : le T-Rex taille réelle dans sa cage, Blue, taille réelle aussi, lors de son opération, la tête, une patte avant et une patte arrière de l'Indoraptor, une tête de Stégosaure, et Blue juvénile le tout dans une volonté d’être dans un esprit plus proche du roman de 1990. Plusieurs modèles de dinosaures taille réelle ont également été construits pour donner des références aux équipes travaillant par ordinateur. Un modèle de Stégosaure de 16 mètres de long et de 5 mètres de haut conçu par le studio Amalgamated Dynamics[65] a également été utilisé sur le tournage, mais la scène le montrant a été coupée au montage.
- Une remarque sur Donald Trump est brièvement visible au début du film, en effet, on peut voir sur un bandeau qui défile une information qui dit que le président des États-Unis remet en cause l'existence des dinosaures, tout comme le film remet en cause la vie des Dinosaures.
- Les animateurs de l'Indoraptor se sont inspirés de malades mentaux, pour son attitude.
- Lorsque l'ombre de l'Indoraptor passe sur le mur, le réglage permet de voir un Cheval, celui-ci renvoie à la mort de l'enfance.
- La courte séquence entre le T-Rex et le Lion est une confrontation du roi des animaux du passé, faisant face au roi des animaux du présent.
- C'est la dernière fois que Jack Horner fut consulté pour un film Jurassic Park.